# أوليفر هيلدينس
أوليفر هيلدينس (Oliver Heldens)  هو دي جي ومنتج هولاندي مختص في موسيقى الرقص الإلكترونية من روتردام ولد في 1 فبراير سنة 1995 .استطاع سنة 2013 عبر أغنية (بالإنجليزية: Gecko) جلب الاهتمام والإنظار إليه خصوصا اهتمام تييستو الذي أقنعه للتوقيع لشركة التسجيلات التابعة له، لتكون بذالك الانطلاقة الحقيقية لأوليفر .

## الجوائز والترشيحات
| السنة | المنظمة         | الجائزة                            | العمل   | النتيجة |
| ----- | --------------- | ---------------------------------- | ------- | ------- |
| 2014  | مجلة دي جي      | Top 100 DJs                        | Himself | 34th    |
| 2015  | مجلة دي جي      | Top 100 DJs                        | Himself | 12th    |
| 2016  | Style Icon Asia | Iconic Global Producer of the Year |         | 1st     |
| 2016  | مجلة دي جي      | Top 100 DJs                        | Himself | 8th     |
| 2017  | مجلة دي جي      | Top 100 DJs                        | Himself | 13th    |

## روابط خارجية
- أوليفر هيلدينس على موقع ميوزك برينز (الإنجليزية)
- أوليفر هيلدينس على موقع أول ميوزيك (الإنجليزية)
- أوليفر هيلدينس على موقع ديسكوغز (الإنجليزية)